# Marco Calliari
Marco Calliari (...) è un cantautore canadese.
Calliari, essendo figlio di italiani emigrati in Canada (suo padre è del Trentino e sua madre è del Sud-Italia), canta in italiano.

## Carriera
Comincia la sua carriera nel 1989 con il gruppo di thrash metal Anonymus con Carlos Araya ed i fratelli Daniel e Oscar Souto. Dal 2003, prosegue da solo la carriera pubblicando due album, Che la vita e Mia dolce vita.
Col suo primo album, Che la vita, Marco Calliari ha trovato il modo di rinnovare i propri legami con il suo paese d'origine dei suoi parenti. L'album, che raggruppa 14 canzoni, s'ispira al folclore d'Italia e ad altri modi musicali, quali il jazz. L'artista, che si esibisce regolarmente in spettacoli dal vivo, ha conseguito nell'estate del 2004, il premio Galaxie, bandito da Radio-Canada al Festival des musiques émergentes ad Abitibi-Témiscamingue, ed ha ricevuto una candidatura al gala dei MIMI 2005.
Nel 2010 pubblica l'album Al faro est, ispirato dal guardiano del faro dove ha vissuto durante la scrittura dell'album.
Nel 2013 pubblica l'album Mi ricordo contenente 11 canzoni in lingua francese che l'autore ha tradotto in italiano per far conoscere meglio le canzoni tipiche quebecchesi al pubblico italiano. Nel 2014 pubblica un EP: Marco Calliari 25.0 che contiene due sue canzoni pubblicate nei precedenti album cantate in featuring con il suo ex gruppo Anonymus che le hanno rese folk/thrash metal.
Membro attivo della comunità italiana di Montréal, ha del pari partecipato alle due prime edizioni del Ritalfest, un festival teso ad esaltare la musica italiana nel Québec.
Nei suoi concerti italiani Marco Calliari è accompagnato dal gruppo maremmano I Matti delle Giuncaie.

## Discografia

### Album in studio
- Che la vita, 2004
- Mia dolce vita, 2007
- Al faro est, 2010
- Mi ricordo, 2013

### Album live
- Al dente, doppio DVD, 2006
- Al Rialto, DVD, 2007
- Mi ricordo/L'anglicane, DVD, 2015
- One Night, CD/DVD, 2016

### EP
- Ahi Ohi (Ayoye), 2013
- Marco Calliari 25.0, 2014

### Singoli
- We No Speak Americano